# Curry and Pepper
Pour plus de détails, voir Fiche technique et Distribution.
Curry and Pepper (咖喱辣椒, Ga lei lat jiu) est une comédie d'action hongkongaise réalisée par Blackie Ko et sortie en 1990 à Hong Kong.
Elle totalise 15 777 856 HK$ de recettes au box-office.

## Synopsis
Les deux inspecteurs Curry (Jacky Cheung) et Pepper (Stephen Chow) ne prennent pas leur travail au sérieux. Quand la journaliste Joey Law (Ann Bridgewater) décide de tourner un documentaire sur la vie quotidienne de la police, elle choisit de les suivre. Mais alors qu'ils se battent pour la séduire, leur amitié est sérieusement compromise. Finalement, les deux se réconcilient et ils travaillent ensemble pour vaincre un tueur nommé Abalone (Blackie Ko).

## Fiche technique
- Titre original : 咖喱辣椒
- Titre international : Curry and Pepper
- Réalisation : Blackie Ko
- Scénario : James Yuen
- Photographie : Andrew Lau
- Montage : Chan Kei-hop
- Musique : Richard Lo
- Production : Peter Chan
- Société de production : Magnum Films
- Société de distribution : Newport Entertainment
- Pays d'origine :  Hong Kong
- Langue originale : cantonais
- Format : couleur
- Genre : comédie d'action
- Durée : 101 minutes
- Dates de sortie :
  - Hong Kong : 24 mai 1990
  - Taïwan : 7 juillet 1990
  - Corée du Sud : 5 avril 1991

## Distribution
- Jacky Cheung : Curry (Wong Ka-lei)
- Stephen Chow : Pepper (Chiu Man-keung)
- Ann Bridgewater : Joey Law
- Blackie Ko : Abalone
- John Shum : Chin Wontons
- Barry Wong : l'inspecteur en chef Chow
- Fruit Chan : Kuo
- Eric Tsang : Ten